# Cryphia lupula
Cryphia lupula är en fjärilsart som beskrevs av Jacob Hübner 1818. Cryphia lupula ingår i släktet Cryphia och familjen nattflyn. Inga underarter finns listade i Catalogue of Life.